# Министерство транспорта и коммуникаций Армении
Министерство транспорта и коммуникаций Армении — бывшее государственное министерство в структуре правительства Армении. В 2019 году было расформировано и передано в состав министерства территориального управления и инфраструктур (по части транспорта) и министерства высокотехнологической промышленности (по части коммуникаций связи).

## Структура
- Департамент транспорта
- Департамент связи
- Департамент почты
- Управление информатизации
- Департамент железных дорог
- Департамент дорожного строительства
- Департамент финансово-экономического и бухгалтерского учета
- Юридический департамент
- Департамент внешних связей и программ.